# Providencia (Chili)
Providencia is een gemeente in de Chileense provincie Santiago in de regio Región Metropolitana. Providencia telde 142.079 inwoners in 2017.